# سیمون سالز
سیمون سالز (انگلیسی: Simone Sales؛ زادهٔ ۳۱ ژانویهٔ ۱۹۸۸) بازیکن فوتبال اهل ایتالیا است.
از باشگاه‌هایی که در آن بازی کرده‌است می‌توان به باشگاه فوتبال کرمونزه، باشگاه فوتبال ونتزیا، باشگاه فوتبال آتالانتا، و باشگاه فوتبال لچه اشاره کرد.